# Храм Маньмоу

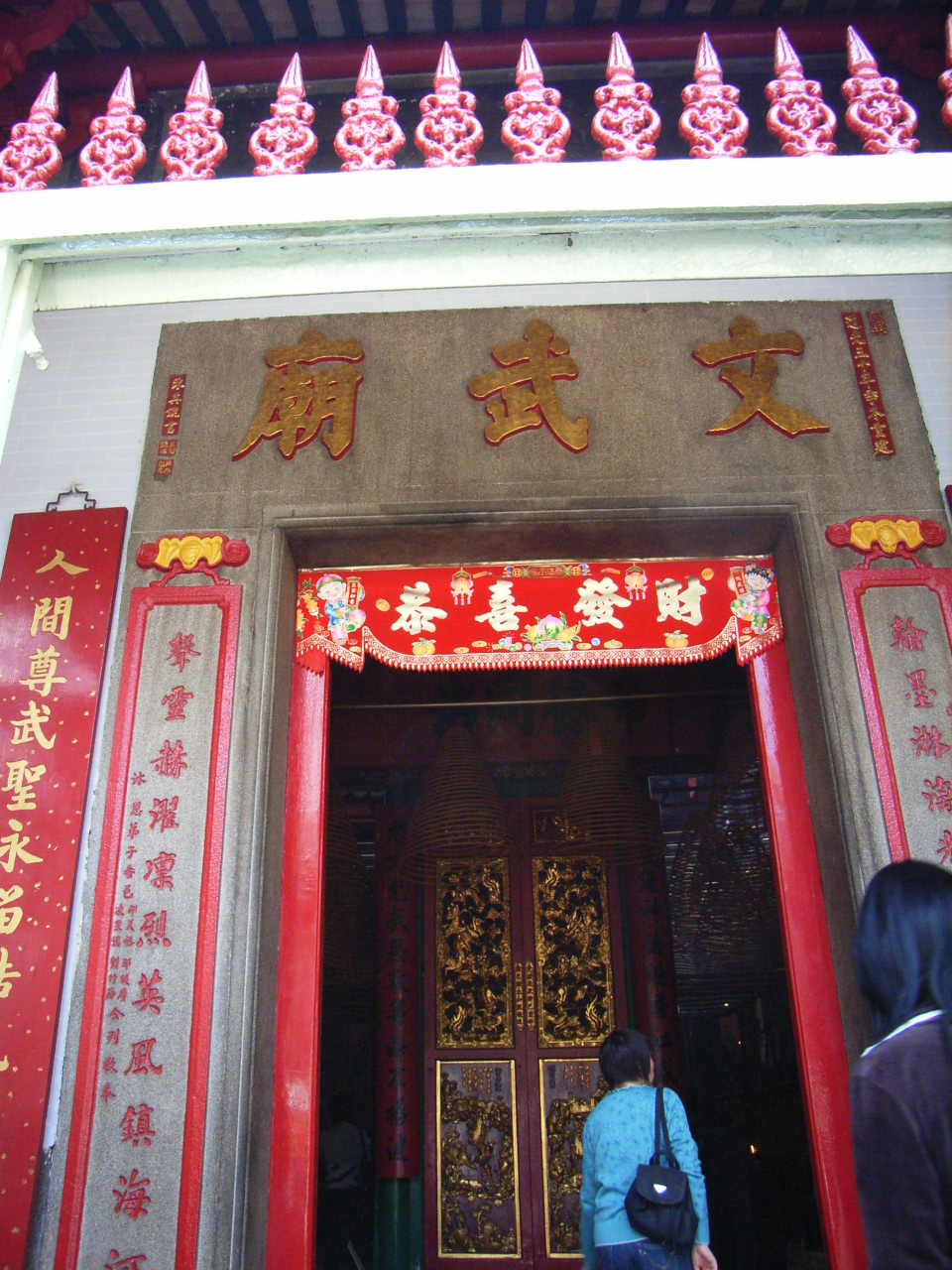
Вход в храм Маньмоу

Храм Маньмоу (кит. трад. 文武廟, упр. 文武庙, пиньинь Wénwǔmiào, палл. Вэньумяо, ютпхин: Man4mou5miu2) — храм в Гонконге, посвящённый богу литературы Маньтаю (кит. 文帝, пиньинь Wéndì, палл. Вэньди, ютпхин: Man4dai3) / Маньчхёну (кит. 文昌, пиньинь Wénchāng, палл. Вэньчан, ютпхин: Man4coeng1) и богу войны Моутаю (кит. 武帝, пиньинь Wǔdì, палл. Уди, ютпхин:  Mou5dai3), он же Куантай (кит. трад. 關帝, пиньинь Guāndì, палл. Гуаньди, ютпхин: Gwaan1dai3), он же Гуань-ди. Эти два бога были почитаемы китайскими школьниками и студентами, желавшими преуспеть в учёбе и на экзаменах ещё со времён династий Мин и Цин. В Гонконге есть несколько храмов Маньмоу, но обычно под этим именем подразумевают самый древний и известный из них, расположенный в Центральном и Западном округе Гонконга, в районе Сёнвань.

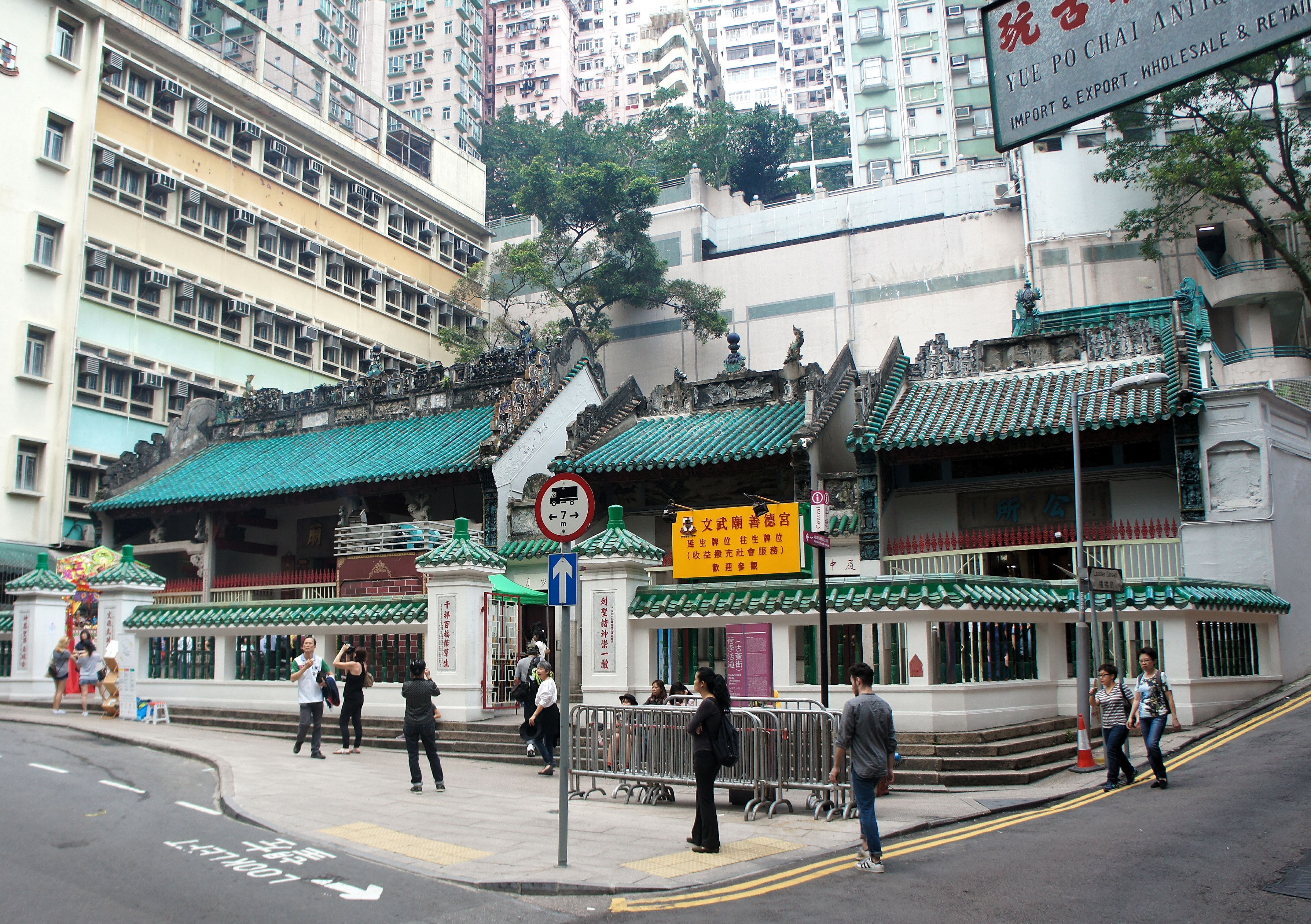
Храмовый комплекс Маньмоу на Голливуд-роуд. Слева направо: храм Маньмоу, храм Литсин и здание Кунсо

Храм Маньмоу находится по адресу Гонконг, Голливуд-роуд, 124—126. Он был построен в 1847 году и является частью комплекса, в который также входят храм Литсин (Голливуд-роуд 128) и здание Кунсо. Храм Маньмоу является главным зданием комплекса, храм Литсин (англ. Lit Shing Temple, кит. трад. 列聖宫, упр. 列圣宫, пиньинь Lièshènggōng, палл. Лешэнгун, ютпхин: Lit6sing3gung1) построен в честь всех богов, а Кунсо (Kung So, кит. 公所, пиньинь Gōngsuǒ, палл. Гунсо, ютпхин: Gung1so2) служил домом собраний для разрешения различных общественных вопросов и споров. В 1908 году храм был официально передан под надзор организации «Тунва» и с тех пор управляется ею (ныне организация известна как «сетью больниц Тунва»). В 1993 году храм Маньмоу был внесён в реестр исторических зданий I класса и провозглашён историческим памятником.. 
Храм открыт для свободного посещения ежедневно с 8:00 до 18:00.

## Прочие храмы Маньмоу в Гонконге

### Тайпоу

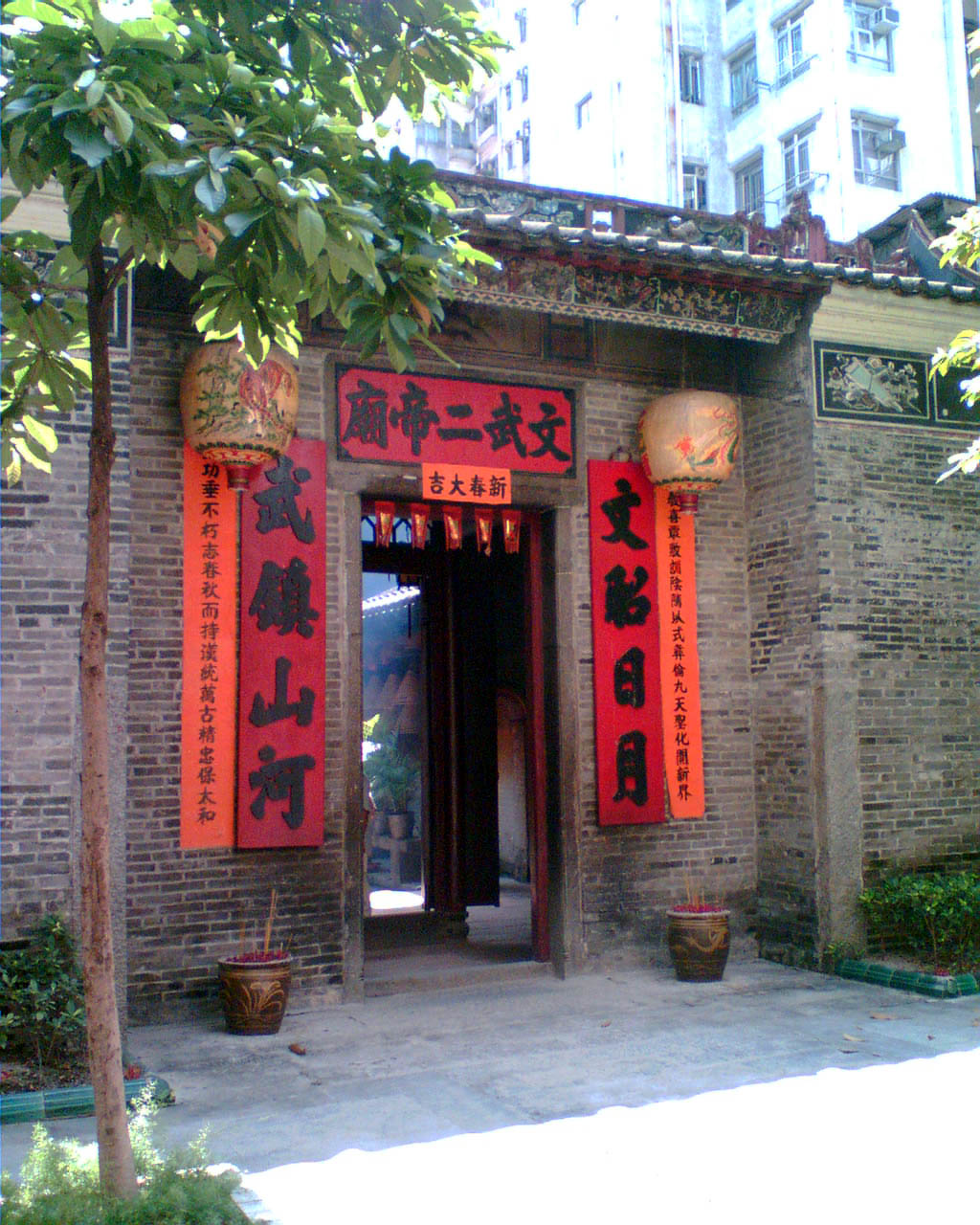
Храм Маньмоу в Тайпоу

На улице Фусин (Fu Shin Street, кит. 富善街, пиньинь Fùshànjiē, палл. Фушаньцзе, ютпхин: Fu3sin6gaai1) в районе Тайпоу находится храм Маньмоу, построенный в 1893 году в ознаменование основания рыночного поселения Тхайвоси (Tai Wo Shi, кит. 太和市, пиньинь Tàihéshì, палл. Тайхэши, ютпхин: Taai3wo4si5; ныне известен как Тайпоу-Маркет). Храм в Тайпоу также признан историческим памятником.

### Лантау
На острове Лантау находится ещё один храм Маньмоу, он был перестроен в 1958 году Комитетом Храмов Китая. Историческим памятником не считается.

## Упоминания храма в культуре
Храм Маньмоу на Голливуд-роуд появляется в качестве одной из локаций в видеоигре Shenmue II, вышедшей на приставках Dreamcast и Xbox.